# 王克成 (1957年)
王克成（1957年2月4日—），男，吉林长春人，中华人民共和国政治人物。

## 生平
1983年3月至1985年4月，担任长春市粮食局团委副书记。1985年4月，升任长春市团市委副书记、书记。1992年10月至1995年9月，担任中共长春市朝阳区委副书记。1995年9月至2000年1月，改任长春市宽城区人民政府区长、区委书记兼区人大主任。2000年1月至2004年2月，任中共四平市委副书记、常务副市长。2004年，升任市长。2006年9月，担任中共四平市委书记。2010年4月，担任吉林省地方税务局局长、党组书记。
2017年1月，任吉林省人大常委会委员、吉林省人大内务司法委员会主任委员。同年12月12日，涉嫌严重违纪，接受组织审查。2019年，王氏因犯受贿罪遭延边州中级人民法院判有期徒刑10年，并处罚金人民币100万元。